# Протрузия межпозвоночного диска

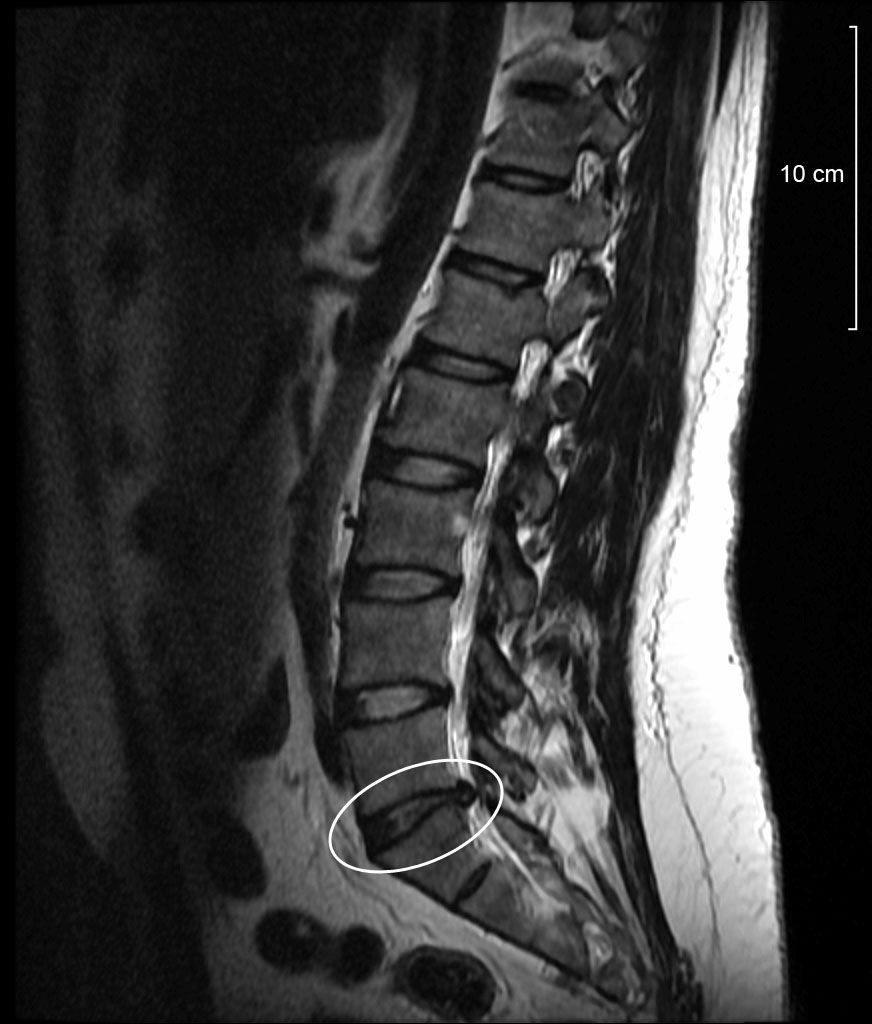
Протрузия межпозвонкового диска (обведена), видимая на снимке МРТ

Протру́зия межпозвонко́вого ди́ска — патологический процесс в позвоночнике, при котором межпозвонковый диск выбухает в позвоночный канал без разрыва фиброзного кольца, возникающего при грыже. Чаще всего локализуется в поясничном и реже — шейном отделах. В клинической практике встречается гораздо чаще, чем экструзия.

## Этиология
Как и другие дегенеративные заболевания межпозвоночных дисков, протрузия возникает преимущественно по наследственным причинам.

## Патогенез
Протрузии возникают на определённой стадии развития остеохондроза и являются следствием дегенеративно-дистрофического нарушения структуры межпозвонковых дисков, в результате которых диск обезвоживается, уменьшается его упругость, снижается высота, в фиброзном кольце появляются трещины. Ухудшается фиксация позвонков между собой, развивается нестабильность в поражённом двигательном сегменте позвоночника.
При протрузии межпозвонкового диска фиброзное кольцо сохраняет целостность, и сдавливание (раздражение) корешков носит интермиттирующий (периодический) характер. Размер выбухания в различных случаях составляет от 1 до 5 мм.

## Симптомы
Симптоматика зависит от уровня протрузии.
- Поясничный уровень — боли в спине, онемение в паховой области, ногах.
- Грудной уровень — боли в груди, внутренних органах (сердце, лёгкие).
- Шейный уровень — боли в области шеи, понижение артериального давления, головные боли, шум в ушах и прочие симптомы.

## Лечение
Предусматривается медикаментозное лечение, лечебная физкультура (ЛФК), лечебные блокады (в том числе внутрикостные блокады), йога-терапия и ежедневный массаж.

## Профилактика
По завершении основного курса терапии пациентам рекомендуется избегать тяжёлой работы, переохлаждений, стресса, следить за осанкой, соблюдать умеренно калорийную диету, насыщенную белками и полиненасыщенными жирными кислотами, вести активный образ жизни.